# Blohm & Voss Bv P.203
De BV P.203 was een project voor een langeafstandsjachtvliegtuig dat werd ontwikkeld door de Duitse vliegtuigontwerper Blohm und Voss.

## Ontwikkeling
Het project stond onder leiding van Dr. Vogt en stamt uit juni 1944. Het was een ontwerp voor een toestel dat een groot aantal taken voor de Luftwaffe moest gaan vervullen maar de nadruk lag op de jachtvliegtuiguitvoering.
Het ontwerp was van een nogal rechte, vierkante vleugel voorzien. Het gedeelte tussen de romp en de motorgondels was langer uitgevoerd dan de buitenvleugels. Dit was gedaan om zo de ruimte te creëren voor het hoofdlandingsgestel.
Men maakte gebruik van een speciale motoropstelling. In het voorste deel van de motorgondel was een BMW 801TJ-stermotor aangebracht. In het achterste deel kon een straalmotor worden geplaatst. Dit kon een Heinkel He S 011, Junkers Jumo 004 of een BMW 003-motor zijn. Er werden twee uitvoeringen van de motorgondels ontwikkeld. In een ontwerp was de straalmotor onder de gondel gemonteerd, in de andere in de motorgondel. In beide gevallen bevond de luchtinlaat zich onder de gondel.
Het gebruik van twee verschillende soorten motoren had bepaalde voordelen. Men kon tijdens de vlucht bijvoorbeeld alleen gebruikmaken van de zuigermotoren en zo brandstof besparen. Als men extra snelheid of vermogen nodig had, kon men gebruikmaken van beide soorten motoren.
Er was een neuswiellandingsgestel waarvan het neuswiel achterwaarts in de rompneus werd opgetrokken. Het hoofdlandingsgestel moest eerst over 90 graden worden gedraaid voordat het achterwaarts in de middenvleugel kon worden opgetrokken.
De bewapening zou bestaan uit twee 13mm-MG131-machinegeweren, twee 15mm-MG151/15's en twee 30mm-MK103-kanonnen, alle in de zijkanten van de rompneus geplaatst. In de op afstand bediende staartkoepel waren twee 13mm-MG131-machinegeweren aangebracht. Het was ook mogelijk om tot 1.000 kg aan bommen extern te vervoeren.

## Uitvoeringen
BV P.203.01.
Deze uitvoering was voorzien van twee Heinkel He S 011-straalmotoren.
BV P.203.02.
Deze uitvoering was voorzien van twee Junkers Jumo 004-straalmotoren.
BV P.203.03.
Deze uitvoering was voorzien van twee BMW 003-straalmotoren.
Het project werd niet verder uitgewerkt. Een van de grootste problemen was het brandstofsysteem. Men had voor beide soorten motoren ook verschillende typen brandstof nodig. Het RLM gaf hierdoor geen opdracht voor de verdere ontwikkeling.